# Земмерда (район)
Земмерда (нім. Sömmerda) — район у Німеччині, у складі федеральної землі Тюрингія. Адміністративний центр — місто Земмерда.

## Населення
Населення району становить 68 717 осіб (станом на 31 грудня 2021).

## Адміністративний поділ
Район складається з 5 міст і 45 громад (нім. Gemeinden), об'єднаних у 7 об'єднань громад (нім. Verwaltungsgemeinschaften), а також двох міст і двох громад, що до таких об'єднань не входять.
Дані про населення наведені станом на 31 грудня 2021.
| Самостійні міста: 1. Вайсензе (3633) 2. Земмерда (19156) | Самостійні громади: 1. Елькслебен (2282), з підпорядкованою громадою: 1. Віттерда (1054) |

Об'єднання громад:

Зірочками (*) позначені центри об'єднань громад.
| - 1. Ан-дер-Марке (Невірний параметр metadata 160685011) 1. Екштедт (601) 2. Маркфіппах (550) 3. Фогельсберг (679) 4. Шлосфіппах * (1347) 5. Шпретау (849) - 2. Буттштедт (Невірний параметр metadata 160685001) 1. Буттштедт (місто)* (Невірний параметр metadata 16068006) 2. Гардіслебен (Невірний параметр metadata 16068024) 3. Гросбрембах (Невірний параметр metadata 16068016) 4. Гутманнсгаузен (Невірний параметр metadata 16068023) 5. Еллерслебен (Невірний параметр metadata 16068008) 6. Еслебен-Тойтлебен (Невірний параметр metadata 16068011) 7. Кляйнбрембах (Невірний параметр metadata 16068031) 8. Маннштедт (Невірний параметр metadata 16068035) 9. Ольберслебен (Невірний параметр metadata 16068038) 10. Рудерсдорф (Невірний параметр metadata 16068046) | - 3. Гера-Ауе (5020) 1. Андіслебен (587) 2. Вальшлебен (1785) 3. Гебезе (місто)* (2168) 4. Рінглебен (480) - 4. Грамме-Ауе (Невірний параметр metadata 160685010) 1. Альперштедт (755) 2. Гросмельзен (233) 3. Гросрудештедт * (1895) 4. Кляйнмельзен (296) 5. Неда (801) 6. Оллендорф (425) 7. Удештедт (763) | - 5.Кіндельбрюк (5182) 1. Більцингслебен (Невірний параметр metadata 16068004) 2. Бюхель (237) 3. Геррншвенде (Невірний параметр metadata 16068027) 4. Гріфштедт (241) 5. Гюнштедт (715) 6. Каннавурф (Невірний параметр metadata 16068028) 7. Кіндельбрюк (місто)* (Невірний параметр metadata 16068029) 8. Рітген (Невірний параметр metadata 16068043) 9. Фреммштедт (Невірний параметр metadata 16068012) - 6. Келлєда (4041) 1. Байхлінген (Невірний параметр metadata 16068003) 2. Гроснойгаузен (628) 3. Келлєда (місто)* (6526) 4. Кляйннойгаузен (447) 5. Острамондра (460) 6. Растенберг (місто) (2506) 7. Шиллінгштедт (Невірний параметр metadata 16068047) | - 7. Штраусфурт (6907) 1. Вернінгсгаузен (655) 2. Вундерслебен (642) 3. Ганглоффземмерн (944) 4. Гаслебен (983) 5. Геншлебен (Невірний параметр metadata 16068026) 6. Рітнордгаузен (1015) 7. Шверштедт (574) 8. Штраусфурт * (2094) |